# Латера

Храм святого Климента

Латера (итал. Latera) — коммуна в Италии, располагается в регионе Лацио, в провинции Витербо.
Население составляет 978 человек (2008 г.), плотность населения составляет 43 чел./км². Занимает площадь 23 км². Почтовый индекс — 1010. Телефонный код — 0761.
Покровителем коммуны почитается святой Климент, папа Римский, празднование 23 ноября.

## Демография
Динамика населения:

## Администрация коммуны
- Официальный сайт: http://www.comune.latera.vt.it/